# Zinédine Machach
Zinédine Machach (Marselha, 5 de janeiro de 1996) é um futebolista profissional francês que atua como meia.

## Carreira
Zinédine Machach começou a carreira no Toulouse.